# Edgoven
Edgoven ist ein Stadtteil von Hennef (Sieg). Edgoven wird heute in der Statistik der Stadt Hennef nicht mehr gesondert ausgewiesen.

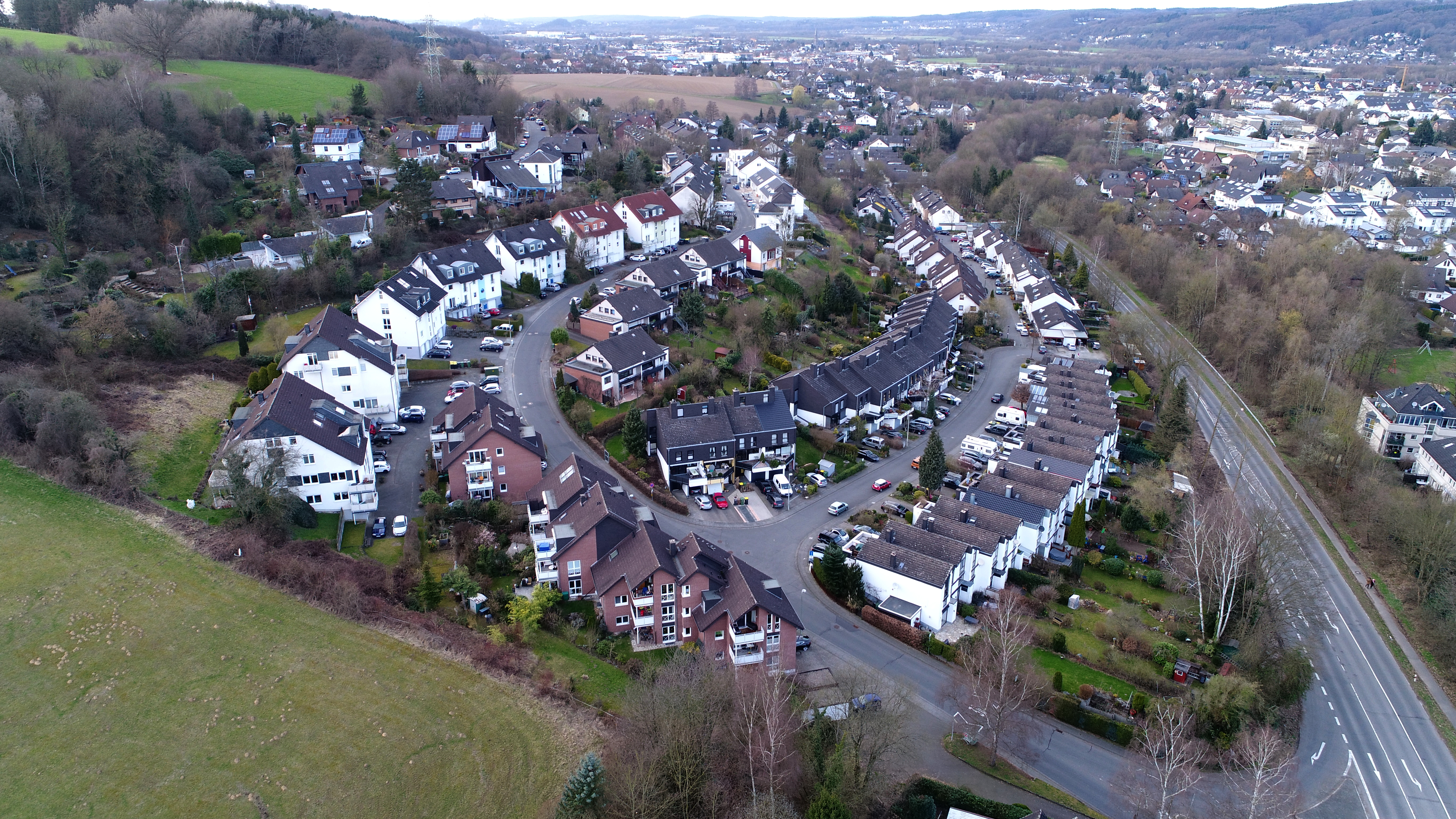
Edgoven, südlicher Neubaubereich (2017)

## Lage
Der ehemalige Weiler liegt in einer Höhe von 80 Metern über N.N. im Hanfbachtal.

## Geschichte
1910 gab es in Edgoven 24 Haushalte, von denen nur noch einer nebengewerblich Landwirtschaft betrieb. Damals gehörte der Ort zur Gemeinde Geistingen.